# Súper Nova
Súper Nova (nacido el 26 de junio de 1986 en Guadalajara, Jalisco) es un luchador profesional mexicano. Súper Nova actualmente trabaja como luchador independiente, realizando con mayor frecuencia apariciones en el Grupo Internacional Revolución (IWRG). Súper Nova trabajó en México para el Consejo Mundial de Lucha Libre y en Europa para la Nu-Wrestling Evolution (NWE).

## Carrera

### Inicios (2002 - 2006)
Súper Nova hizo su debut dentro del mundo de la lucha libre profesional en octubre de 2002. Desde el comienzo de su carrera profesional, Súper Nova luchó como independiente en diferentes lugares de México bajo el nombre de Spider Boy, ya sea en el Auditorio Municipal Fausto Gutiérrez Moreno de Tijuana, Baja California o en la Arena López Mateos de Tlalnepantla, Estado de México, siendo estas dos donde se presentaba con mayor frecuencia. A principios de 2006 realizó sus últimas presentaciones en el circuito independiente, esto antes de ingresar a la escuela del Consejo Mundial de Lucha Libre en su natal Guadalajara, Jalisco, donde siguió con su entrenamiento como luchador de la mano de El Satánico.

### Consejo Mundial de Lucha Libre (2006 - 2008)
Súper Nova debutó en el Consejo Mundial de Lucha Libre el 18 de abril de 2006 en la Arena Coliseo del Distrito Federal bajo el nombre de Spider Kid, donde junto a El Valiente y Sensei se enfrentó a Apocalipsis, Artillero y Ramstein. Pocos meses después cambió su nombre de batalla por el de Súper Nova. Durante este tiempo realizó algunas luchas en la Alianza Universal de Lucha Libre. Tiempo después, Súper Nova comenzó a formar equipo constantemente con Flash, con quién derrotó a Los Hombres del Camuflaje (Artillero & Súper Comando) en Sin Piedad 2006. A comienzos de 2007 participó en un Torneo Cibernético para coronar al ganador del Torneo Reyes del Aire 2007, sin embargo el ganador absoluto resultó ser Volador, Jr.. A mediados de ese mismo año participó en el Torneo Gran Alternativa a lado de Heavy Metal, pero para mala fortuna, fueron eliminados en la primera ronda por La Sombra y Místico. En enero de 2008 formó equipo con El Valiente para buscar convertirse en los retadores al Campeonato Mundial en Parejas del CMLL. En el inicio del torneo, Los Perros del Mal (Damián 666 & Mr. Águila) derrotaron a El Valiente y Súper Nova, acabando con sus aspiraciones por un combate titular. En abril del mencionado año, Súper Nova hizo una aparición sorpresa en Madrid, España con la promoción Nu-Wrestling Evolution, esto gracias a la ayuda de Último Dragón quién lo ayudó a realizar su primer viaje fuera de México. Súper Nova luchó en el combate para coronar al primer Campeón Mundial de Peso Crucero de NWE, sin embargo su compatriota Juventud Guerrera resultó el ganador de ese encuentro. A su regreso a territorio mexicano, Nova participó en el Dragón Scramble del evento DragonManía III producido por Toryumon México, siendo el vencedor del torneo Alex Koslov. Finalmente, el 10 de junio de 2006 realizó su última presentación en la Arena México dentro del Consejo Mundial de Lucha Libre, para luego abandonar la promoción y volver a la NWE junto a Juventud Guerrera y Último Dragón.

### Circuito Independiente (2008-presente)
A su regreso a los circuitos independientes con la Nu-Wrestling Evolution, Súper Nova fue parte de la gira de la promoción por Las Palmas de Gran Canaria, su gira de verano y la gira de fin de año, luchando en repetidas ocasiones por el Campeonato Mundial de Peso Crucero de NWE, sin embargo, no pudo conseguir el título. En diciembre del mismo año regresó a México para luchar en el evento debut de Producciones Perros del Mal en la Sala de Armas de la Ciudad Deportiva Magdalena Mixhuca. Durante el 2009 fue parte de las carteleras de Los Perros del Mal con mayor regularidad, realizando apariciones especiales también en la NWE. El 15 de diciembre de 2009, Súper Nova trabajó en un tryout para la World Wrestling Entertainment, luchando sin máscara, bajo el nombre de Julio Cruz en un episodio de ECW junto con Jorge Arias. En ese combate, Jorge Arias y Julio Cruz perdieron ante Caylen Croft y Trent Barreta. Después de esto, se especuló que Súper Nova firmó un contrato de desarrollo con la World Wrestling Entertainment para ser enviado a la Florida Championship Wrestling, sin embargo, el contrato nunca se concretó y Súper Nova siguió compitiendo como luchador independiente. El 29 de marzo de 2010 en Aguascalientes, Aguascalientes, Nova participó en una Ruleta de la Muerte de 14 hombres con máscaras y cabelleras en juego, lucha donde Cerebro Negro resultó pelón. El 5 de mayo de 2010, Súper Nova ganó la cabellera de Halloween en Tijuana, Baja California tras quedar al final de una Lucha en Jaula. Tiempo después comenzó a luchar en la International Wrestling League y en Lucha Libre USA en Estados Unidos. El 13 de noviembre de 2011 en el Deportivo Plan Sexenal de Cuernavaca, Morelos, Súper Nova ganó el Campeonato de Peso Semicompleto de los PDM tras derrotar al excampeón Bestia 666 y a otros cuatro luchadores más. El 1 de enero de 2012, Nova junto a Neza Kid ganó las cabelleras de Dr. Cerebro y Vampiro Metálico en la Arena Neza de Nezahualcóyotl, Estado de México. Durante éstos meses comenzó a aparecer en el Grupo Internacional Revolución (IWRG), razón por la cual dejó vacante el Campeonato de Peso Semicompleto de los PDM. El 17 de mayo de 2013 en una gira realizada por Blue Demon, Jr. y la National Wrestling Alliance en los Estados Unidos, Súper Nova se convirtió en el campeón Mundial de Peso Semicompleto Junior de UWA tras vencer a Operativo 209 en El Dos de Oro Night Club de Yakima, Washington. Dos días después, Súper Nova ganó otro campeonato, esta vez el vacante Campeonato Mundial de Peso Semicompleto de NWA tras vencer a El Hijo de Rey Misterio II y Lizmark, Jr. el 19 de mayo de 2013 en Blackfoot, Idaho. Tras conseguir estos dos campeonatos, Nova regresó a México e intento ganarse el Campeonato Intercontinental de Tríos de IWRG con Eterno y X-Fly, pero fallaron en su intento por coronarse campeones. El 11 de julio en la Arena Naucalpan de Naucalpan, Estado de México, Súper Nova derrotó al joven Dinamic Black, realizando la primera defense del Campeonato Mundial de Peso Semicompleto de NWA, esto tras la ayuda de su hermano El Texano, Jr..

## En lucha
- Movimientos finales
  - Shooting Star Press
- Movimientos de firma
  - Running Somersault Plancha

- Apodos
  - Suicida

## Campeonatos y logros
- National Wrestling Alliance
  - Campeonato Mundial de Peso Semicompleto de NWA (1 vez, actual)

- Producciones Perros del Mal
  - Campeonato de Peso Semicompleto de los PDM (1 vez)

- Universal Wrestling Association
  - Campeonato Mundial de Peso Semicompleto Junior de UWA (1 vez, actual)

## Luchas de apuestas
| Apuesta   | Ganador               | Perdedor                       | Lugar                            | Fecha              |
| --------- | --------------------- | ------------------------------ | -------------------------------- | ------------------ |
| Cabellera | Súper Nova            | Halloween                      | Tijuana, Baja California         | 5 de mayo de 2010  |
| Cabellera | Neza Kid & Súper Nova | Dr. Cerebro & Vampiro Metálico | Nezahualcóyotl, Estado de México | 1 de enero de 2012 |